# Фонтейн, Бен
Бен Фонтейн (англ. Ben Fountain; род. 1958, Чапел-Хилл, Северная Каролина) — американский писатель. Лауреат ряда наград, в том числе PEN/Hemingway за сборник рассказов «Краткие встречи с Че Геварой: рассказы» и премии Национального круга книжных критиков за роман «Долгая прогулка Билли Линна в перерыве футбольного матча».

## Биография
Фонтейн вырос в Элизабет-Сити на востоке Северной Каролины. В тринадцать лет вместе с семьёй переехал в Кэри, недалеко от Роли, административного центра Северной Каролины. В 1980 году окончил Университет Северной Каролины в Чапел-Хилл со степенью бакалавра по английской литературе и поступил на юридический факультет Университета Дьюка, который окончил в 1983 году. Некоторое время он занимался юридической практикой в крупной юридической фирме Далласа, но в 1988 году уволился, чтобы работать писателем-фрилансером. В настоящее время он живёт со своей семьей в Далласе.
Его сборник рассказов «Краткие встречи с Че Геварой», вышедший в 2006 году, получил ряд наград. Некоторые из его рассказов были включены в сборник «Новые истории Юга: лучшее за год» (2006).
Первый роман Фонтейна «Долгая прогулка Билли Линна в перерыве футбольного матча» был опубликован в мае 2012 года, а в 2015 году был выбран Би-би-си в подборке 20 лучших романов с 2000 по 2014 год как одно из самых важных произведений XXI века на данный момент. Саймон Бофой, получивший «Оскар» за сценарий к фильму «Миллионер из трущоб», написал сценарий к фильму, режиссёром которого стал обладатель «Оскара» Энг Ли. Премьера фильма «Долгая прогулка Билли Линна в перерыве футбольного матча» состоялась 14 октября 2016 года.